# 圣朗贝尔广场
圣朗贝尔广场（法語：Place Saint-Lambert）是比利时列日的主要广场，占地19000余平方米。广场上最大的公共建筑是列日采邑主教宫，今用作列日司法大楼与列日省政府大楼。广场上曾建有圣朗贝尔主教座堂，已于列日革命期间拆除。Archéoforum考古博物馆位于主教座堂遗址处地下，于2003年建成开放，馆内展出当地发掘出的罗马高卢别墅遗址。